# Боа-Виста (микрорегион)

Боа-Виста на карте.

Боа-Виста (порт. Microrregião de Boa Vista) — микрорегион в Бразилии, входит в штат Рорайма. Составная часть мезорегиона Север штата Рорайма. Население составляет 320 521 человек на 2010 год. Занимает площадь 67 754,56 км². Плотность населения — 4,73 чел./км².

## Демография
Согласно сведениям, собранным в ходе переписи 2010 г. Национальным институтом географии и статистики (IBGE), население микрорегиона составляет:
| Полное население                             | Полное население                             | Полное население                             | Полное население                             | 320 521 |
| -------------------------------------------- | -------------------------------------------- | -------------------------------------------- | -------------------------------------------- | ------- |
| в том числе:                                 | Городское население                          | 288 312                                      | Процент городского населения, %              | 89,95   |
|                                              | Сельское население                           | 32 209                                       | Процент сельского населения, %               | 10,05   |
|                                              | Мужское население                            | 159 877                                      | Процент мужского населения, %                | 49,88   |
|                                              | Женское население                            | 160 644                                      | Процент женского населения, %                | 50,12   |
| Плотность населения, чел/км²                 | Плотность населения, чел/км²                 | Плотность населения, чел/км²                 | Плотность населения, чел/км²                 | 4,73    |
| Население микрорегиона в % к населению штата | Население микрорегиона в % к населению штата | Население микрорегиона в % к населению штата | Население микрорегиона в % к населению штата | 71,15   |

## Статистика
- Валовой внутренний продукт на 2003 составляет 1 304 933 206,00 реалов (данные: Бразильский институт географии и статистики).
- Валовой внутренний продукт на душу населения на 2003 составляет 4993,64 реалов (данные: Бразильский институт географии и статистики).

## Состав микрорегиона
В составе микрорегиона включены следующие муниципалитеты:
1. Алту-Алегри
2. Амажари
3. Боа-Виста
4. Пакарайма